# 屋根部屋のネコ
『屋根部屋のネコ』（やねべやのネコ）は、2003年6月2日から7月22日まで韓国MBCで放送されたテレビドラマ。全16回。「屋上部屋の猫」（おくじょうべやのねこ）などとも訳される。
日本では、CSの衛星劇場やマイホームチャンネル、日本テレビ放送網のドラマチック韓流枠などで放送された。

## 概要
韓国内でヒットした同名のインターネット小説を原作とし、韓国ドラマとしては初めて、男女の同棲を扱った作品。主演のチョン・ダビンは2003年度MBC演技大賞の新人賞、キム・レウォンは最優秀賞と人気賞をそれぞれ受賞した。

## あらすじ
専門大学を出て三年目の就職浪人中のナム・ジョンウンは父親の地方転勤により、ソウルで一人暮らしをしようと決意。ふとした事で大学の図書館で知り合ったイ・ギョンミンが、ジョンウンが部屋を借りる資金を用立ててくれる。ギョンミンに淡い思いを抱くジョンウンだが、実は彼には魂胆があった。ジョンウンに恩を売り、彼女の友達で、美人のヘリョンの気を引こうというのだ。それを知り、失意のジョンウン。だが、そんな彼女の部屋に、かねてよりの放蕩が元で実家を勘当されたギョンミンが転がり込んでくる。二人の同棲生活が始まった。

## キャスト
※括弧内は日本語吹替。
- イ・ギョンミン：キム・レウォン（中谷一博）
- ナム・ジョンウン：チョン・ダビン（永島由子）
- ナ・ヘリョン：チェ・ジョンユン（瀬那歩美）
- ユ・ドンジュン：イ・ヒョヌ（里見圭一郎）
- ナム・ジョンウ：ポン・テギュ（中國卓郎）

ジョンウンの弟

## スタッフ
- 脚本：ミ・ヒョンジュン、ク・ソンギョン
- 演出：キム・サヒョン